# Ангарское
Ангарское (каз. Аңғар) — село в Костанайской области Казахстана. Находится в подчинении городской администрации Аркалыка. Административный центр и единственный населённый пункт Ангарского сельского округа. Код КАТО — 391639100.

## Население
В 1999 году население села составляло 756 человек (372 мужчины и 384 женщины). По данным переписи 2009 года, в селе проживало 455 человек (226 мужчин и 229 женщин).